# Миглена Николчина
Миглена Николчина е българска литературна критичка, феминистка и психоаналитичка. Професорка в Софийския университет. Пише стихотворения и разкази.

## Биография
Миглена Николчина е родена на 10 ноември 1955 г. в с. Ружинци, Белоградчишко. Неин баща е писателят и журналист Илия Николчин

### Университетска кариера
Кандидат на философските науки (доктор) (1984) и доктор по английска литература на Университета на Западно Онтарио, Канада (1993). Асистент (1984), главен асистент (1989), доцент (1994) и професор (2012) в Софийския университет. Николчина е специализирала в Централноевропейския университет в Будапеща (1998), в Института за хуманитарни науки във Виена (2001) и в Института за академични изследвания в Принстън (2001 – 2002). Директор на Програмата за род и култура в Централноевропейския университет, Будапеща (1998 – 2000). Ръководител на Катедра по теория и история на литературата към Факултет по славянски филологии на СУ „Св. Климент Охридски“ (2005). Преподавател в магистратурите по Литература (Катедра по теория и история на литературата) и Социални изследвания на пола (Философски факултет).

### Автор и редактор
От началото на 1980-те публикува критически и литературоведски анализи, статии, предисловия.
Главен редактор на „Литературен вестник“ през 1990-те.
Създател и главен редактор на списание „Алтера“ – списание за пол, език, култура (2005 – 2006), а също и главен редактор на списанието за философия, социални науки и хуманитаристика „Алтера академика“ (2007 – 2008) (Алтера и Алтера академика са две различни издания на издателство Алтера).
Член на журито на конкурса за SMS-поезия на М-тел от първото издание (юни 2004) през второто (юни 2005) и третото (юни 2006), чак до последното четвърто издание (юни 2007).

## Семейство
Съпруга на Марин Маринов, заместник-министър на промишлеността (при министър Александър Божков) в правителството на Иван Костов и член на бордовете на директорите на Кремиковци, назначен от Костов, отговарящ за приватизацията му, на Хебросбанк и на „Булгартабак“. Съветник по евроинтеграцията към Министерски съвет.
Майка на Никола Маринов.